# Адамсон, Роберт Стивен
Роберт Стивен Адамсон (англ. Robert Stephen Adamson, 2 марта 1885 — 6 ноября 1965) — британский и южноафриканский ботаник, профессор ботаники и фитогеограф.    

## Биография
Роберт Стивен Адамсон родился в Манчестере 2 марта 1885 года.
В 1912—1923 годах он был лектором в Манчестерском университете.
В свои ранние годы Адамсон уделил своё внимание исследованиям британского и средиземноморского климата в экологии растений, но после переезда в Южную Африку он обратился больше к флористике, систематике и фитогеографии. В 1923—1950 годах Роберт Стивен Адамсон был профессором ботаники в Кейптаунском университете. В 1938 году он опубликовал свою работу Vegetation of South Africa. В 1946—1948 годах Адамсон был президентом Королевского общества Южной Африки.
После ухода из Кейптаунского университета в 1950 году он вернулся в Великобританию в 1955 году.
Роберт Стивен Адамсон умер в Шотландии 6 ноября 1965 года.

## Научная деятельность
Роберт Стивен Адамсон специализировался на семенных растениях.

## Некоторые публикации
- 1938. Vegetation of South Africa[3].